# 政府機関オフザシェルフ
政府機関オフザシェルフ（英語: Government off-the-shelf、GOTS、ゴッツ）は、政府機関によって使用されているソフトウェアおよびハードウェアのうち、政府機関によって作成および所有されているものを指す用語である。  

## 概要
一般的にGOTS製品は、それが作成された政府機関の技術職員によって開発される。外部の業者によって開発されることもあるが、その場合は政府機関からの資金提供と仕様決定が行われる。政府機関はGOTS製品のすべての側面を直接調整できるため、政府機関で使用する製品の採用においてこの方式が取られる場合も多い。
GOTSソフトウェアソリューションは通常、政府機関であれば、追加コストなしで共有することができる。GOTSハードウェアソリューションは相応の予算がかかるが、研究開発（R＆D）にかかるコストの回収は見込めない。
GOTS製品の開発および保守費用は全て政府が負担する。そのため、GOTS製品は政府にこれらのコストを負担する余裕がない場合、陳腐化するリスクがある。また、GOTS製品は政府機関による使用のために政府機関によって作成されているため、ユーザー数が限られている。これも、陳腐化の要因の一つとなる。

## GOTSが取り入れられたソフトウェアの例
- Interactive Scenario Builder（英語版）[8] - アメリカ海軍によって開発された3D戦術シミュレーションツール。
- Naval Simulation System（NSS）[9]
- Personal Computer Debriefing System（PCDS）[10]
- SIMDIS（英語版）[8][7] - アメリカ海軍調査研究所によって開発されたソフトウェア。
- TractorFax （TFT）[11]
- VistA（退役軍人健康情報システムと技術アーキテクチャ）（英語版）[12]
- 自衛隊のC4Iシステム
  - 中央指揮システム[13][14]
    - 陸自指揮システム[13][14]
    - 海幕システム[13][14]
    - 空幕システム[13][14]
    - 情報支援システム[13][14]